# Nogueira de Ramuín
Nogueira de Ramuín ist ein Ort und eine Gemeinde im Nordwesten Spaniens mit 2.048 Einwohnern (Stand: 2024). Sie liegt in der Provinz Ourense, innerhalb der Autonomen Region Galicien.

## Lage
Nogueira de Ramuín liegt etwa 14 Kilometer ostnordöstlich von Ourense in einer Höhe von ca. 640 m. Der Río Miño begrenzt die Gemeinde im Nordwesten und der Río Sil im Norden und Nordosten.

## Bevölkerungsentwicklung der Gemeinde
Quelle: INE-Archiv – grafische Aufarbeitung für Wikipedia
Die kontinuierliche Bevölkerungsrückgang in der zweiten Hälfte des 20. Jahrhunderts ist im Wesentlichen auf die Mechanisierung der Landwirtschaft und den damit einhergehenden Verlust an Arbeitsplätzen zurückzuführen.

## Gemeindegliederung
Die Gemeinde Nogueira de Ramuín ist in 13 Parroquias gegliedert:
| Parroquias                   | Patrozinium  | Einwohner 2024 | Fläche km² | Dichte Einw./km² | Höhe msnm | Ortskennzahl |
| ---------------------------- | ------------ | -------------- | ---------- | ---------------- | --------- | ------------ |
| Armariz                      | San Cristovo | 157            | 6,78       | 23               | 550       | 32052010000  |
| A Carballeira                | San Xosé     | 108            | 5,57       | 19               | 270       | 32052030000  |
| Cerreda                      | Santiago     | 107            | 8,99       | 12               | 622       | 32052040000  |
| Faramontaos                  | Santa María  | 167            | 5,38       | 31               | 476       | 32052050000  |
| Loña do Monte                | San Salvador | 126            | 11,42      | 11               | 651       | 32052060000  |
| Luíntra                      | Santa Baia   | 492            | 4,51       | 109              | 629       | 32052130000  |
| Moura                        | San Xoán     | 115            | 8,76       | 13               | 616       | 32052070000  |
| Nogueira de Ramuín           | San Martiño  | 93             | 6,58       | 14               | 584       | 32052080000  |
| San Miguel do Campo          | San Miguel   | 300            | 7,80       | 38               | 450       | 32052020000  |
| Santa Cruz de Rubiacós       | Santa Cruz   | 64             | 8,74       | 7                | 613       | 32052100000  |
| Santo Estevo de Ribas de Sil | Santo Estevo | 68             | 9,44       | 7                | 475       | 32052090000  |
| Vilar de Cerreda             | Santa Baia   | 170            | 11,02      | 15               | 567       | 32052110000  |
| Viñoás                       | Santa María  | 118            | 3,31       | 36               | 300       | 32052120000  |

## Wirtschaft
| Ackerbau, Viehzucht und Fischerei                                                  | 019 | 02,70  |
| Industrie                                                                          | 084 | 011,93 |
| Bauwirtschaft                                                                      | 068 | 09,66  |
| Dienstleistungsbetriebe                                                            | 533 | 075,71 |
| Total                                                                              | 704 | 100,00 |
| * Daten aus dem Statistischen Amt für Wirtschaftliche Entwicklung in Galicien, IGE |     |        |

## Sehenswürdigkeiten
- Christopheruskirche in Armariz
- Eulalienkirche von Luíntra
- Josephskirche von Carballeira
- Marienkirche von Viñoás
- Martinskirche von Nogueira
- Salvatorkirche in Loña do Monte
- Stefanskloster (Monasterio de Santo Estevo de Ribas de Sil), Benediktinerabtei
- Mámoas das Cabanas
- Rathaus

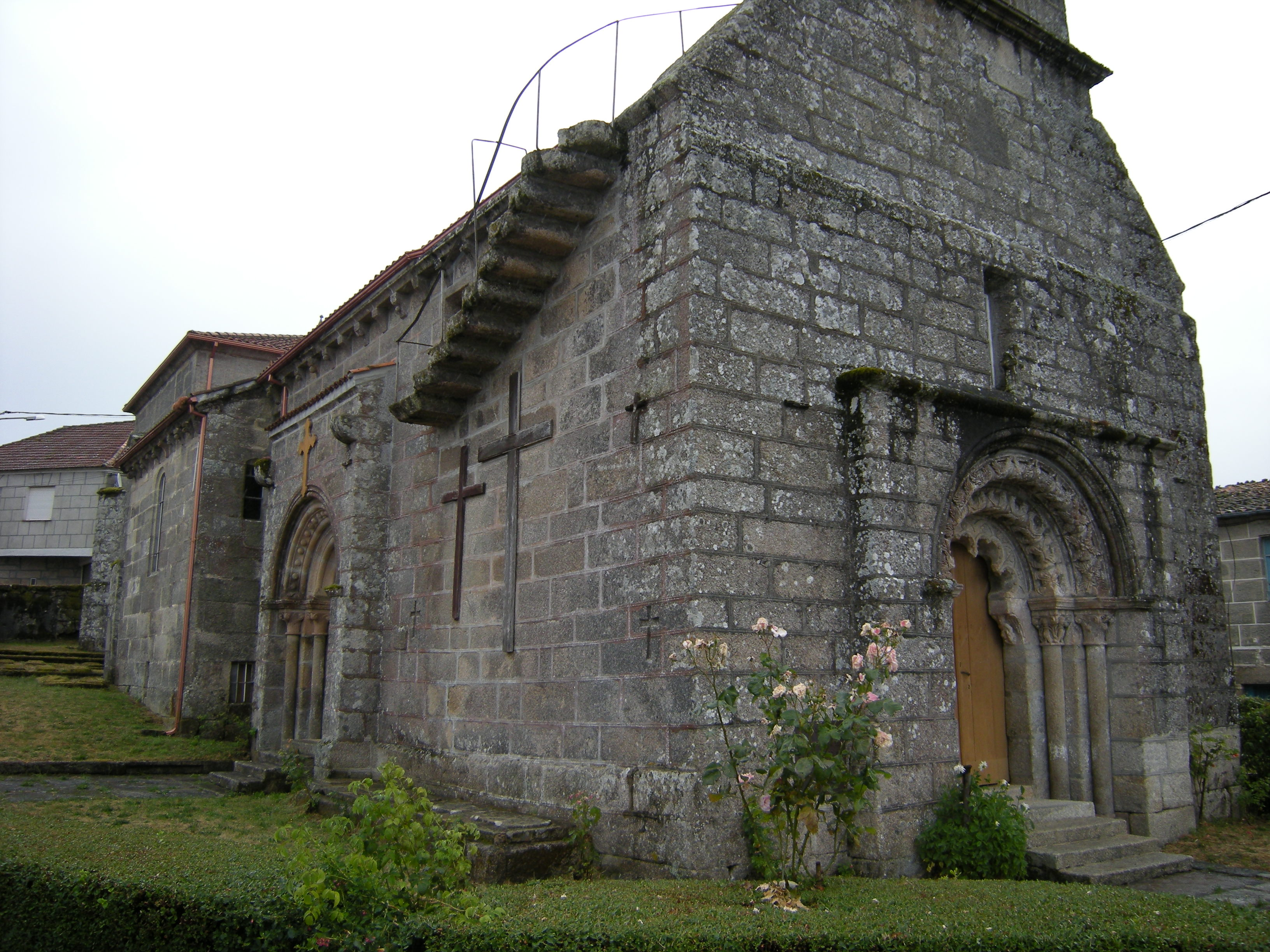
Martinskirche
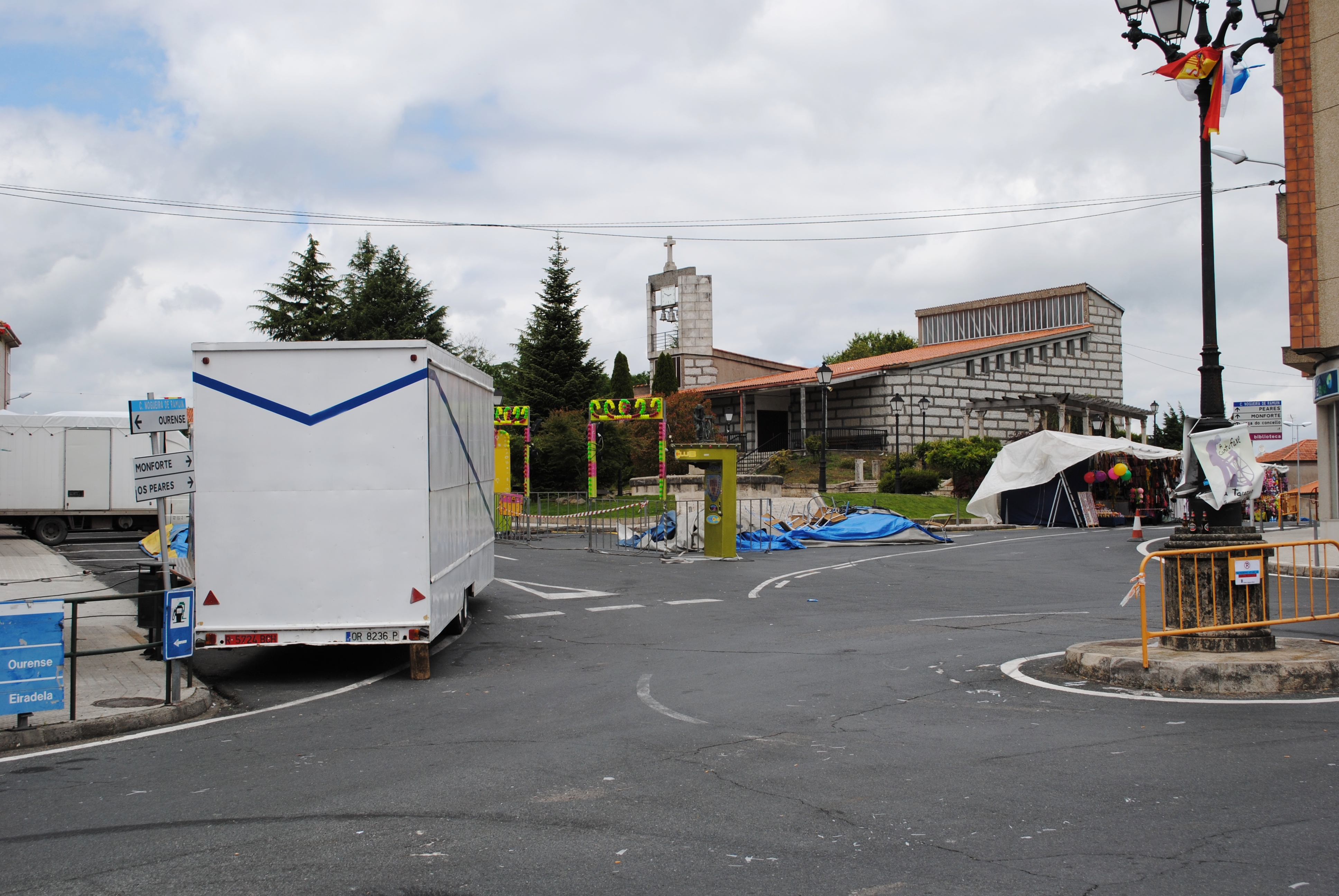
Eulalienkirche
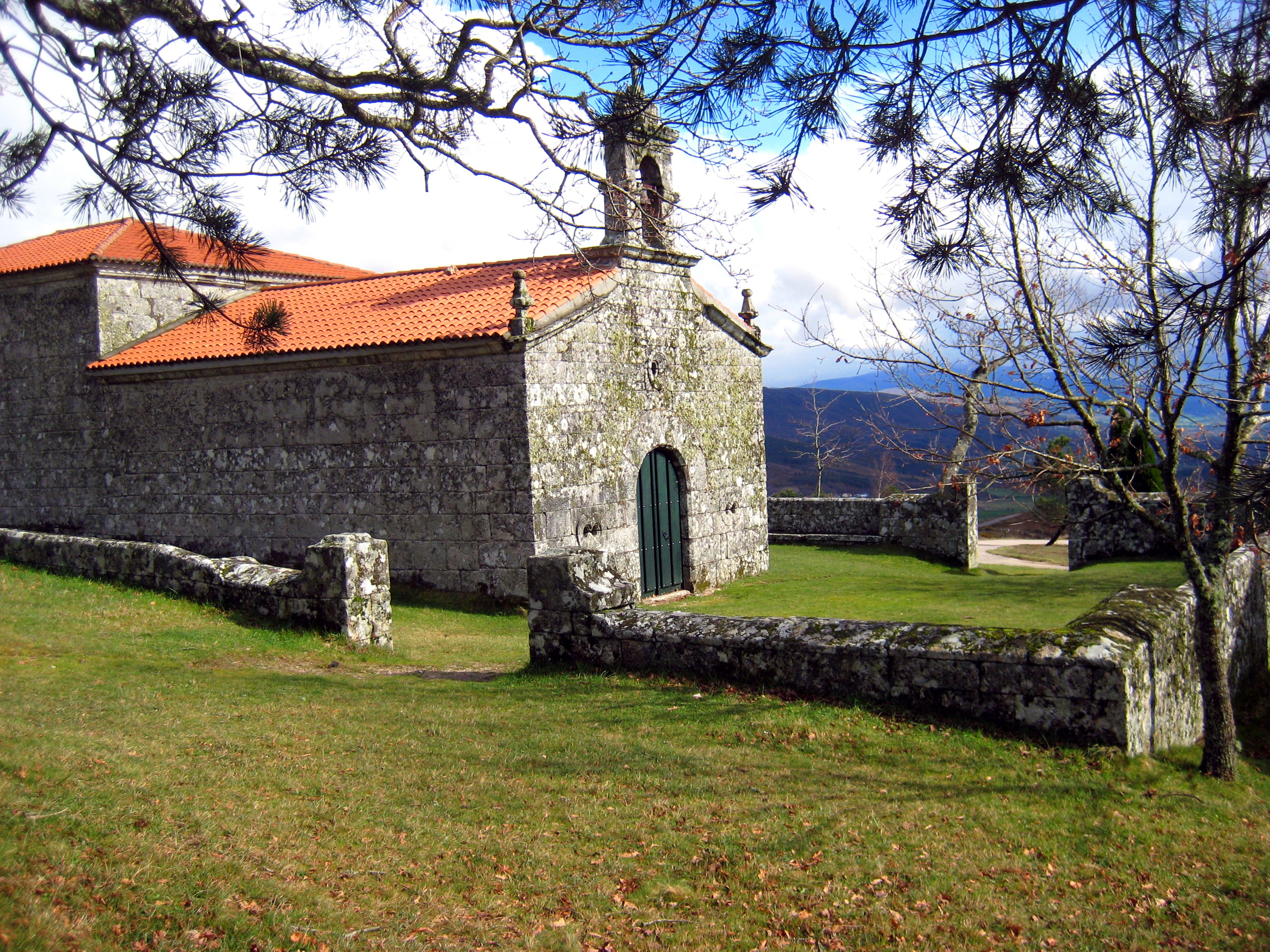
Salvatorkirche
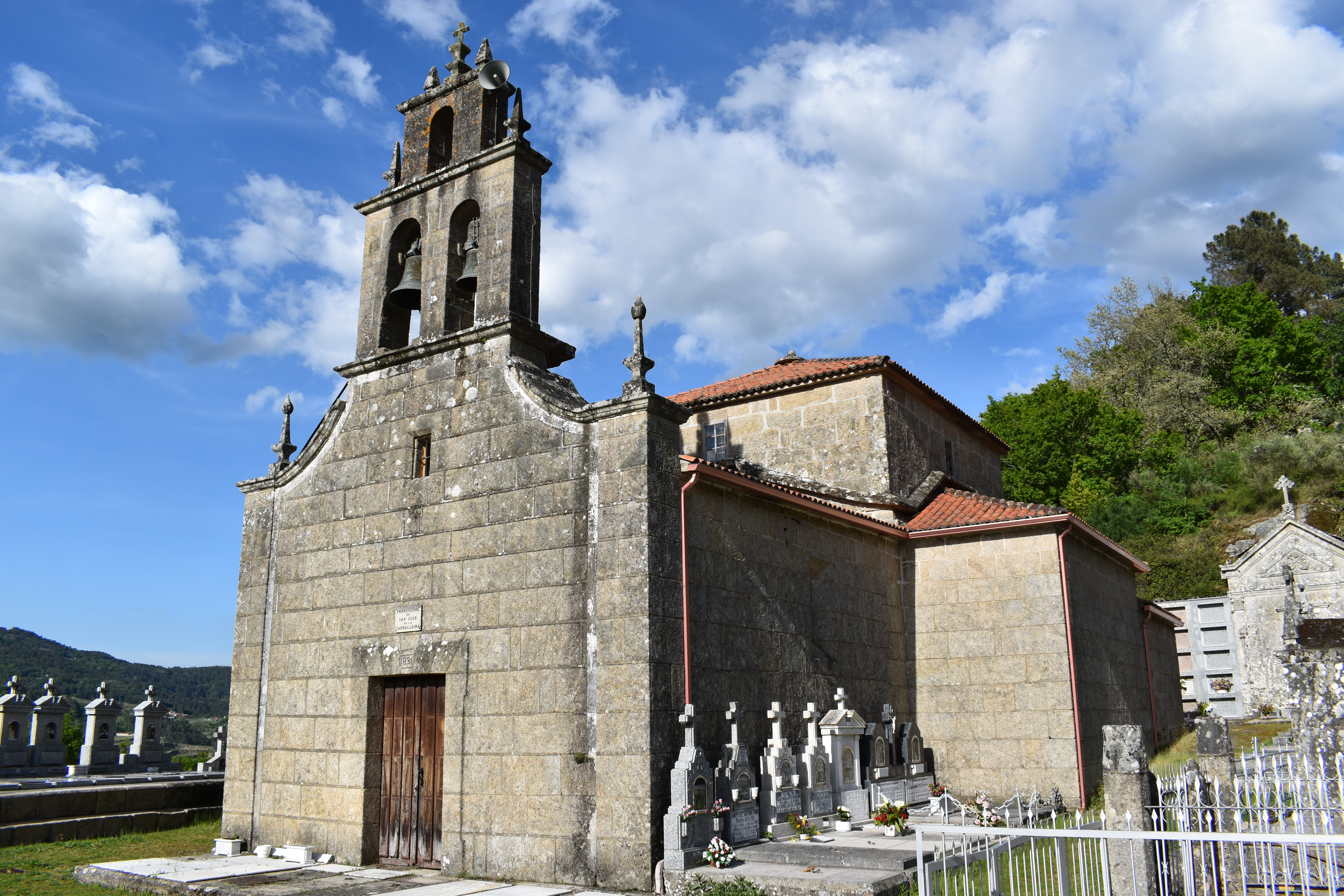
Josephskirche
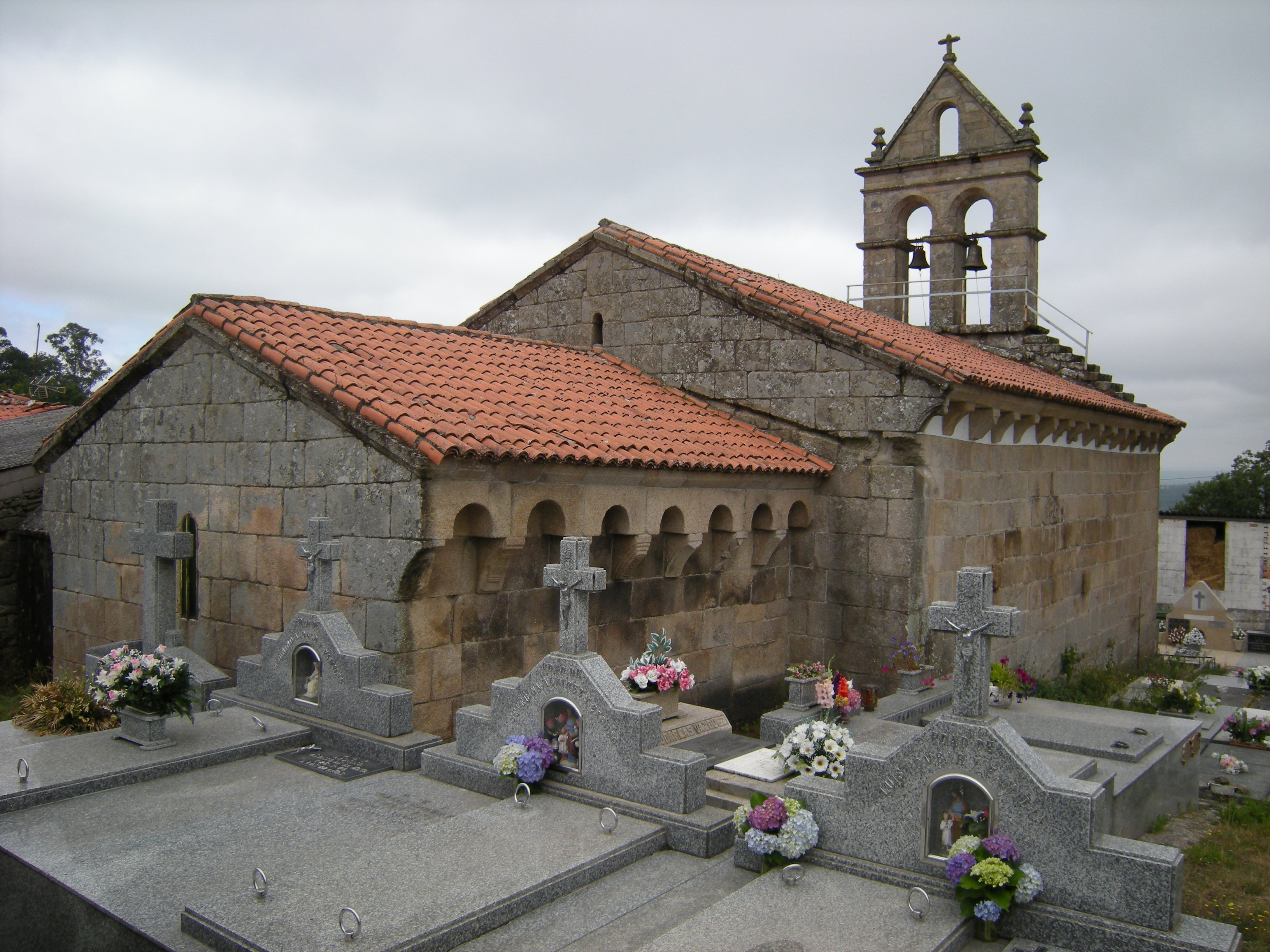
Christopheruskirche in Armariz
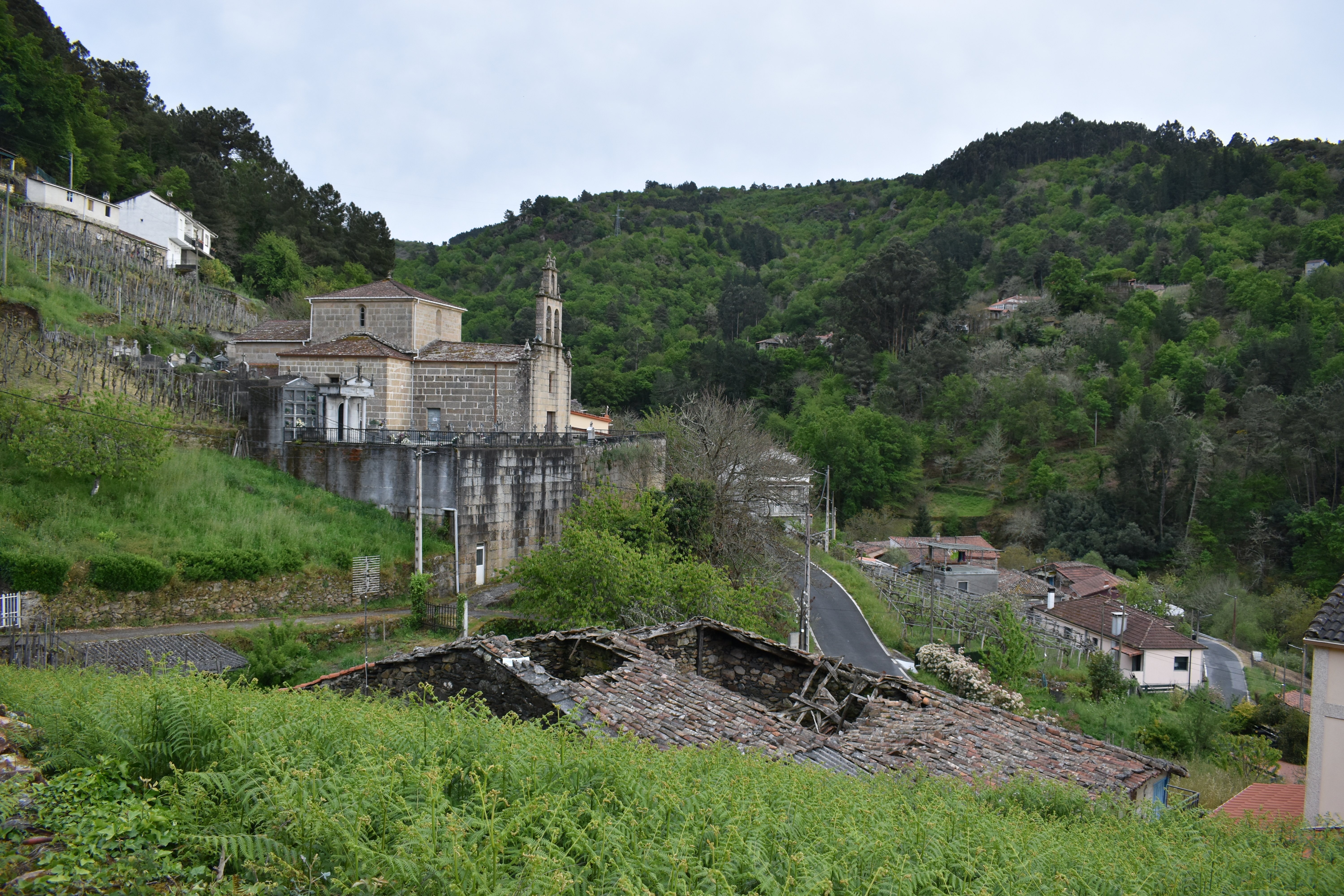
Marienkirche
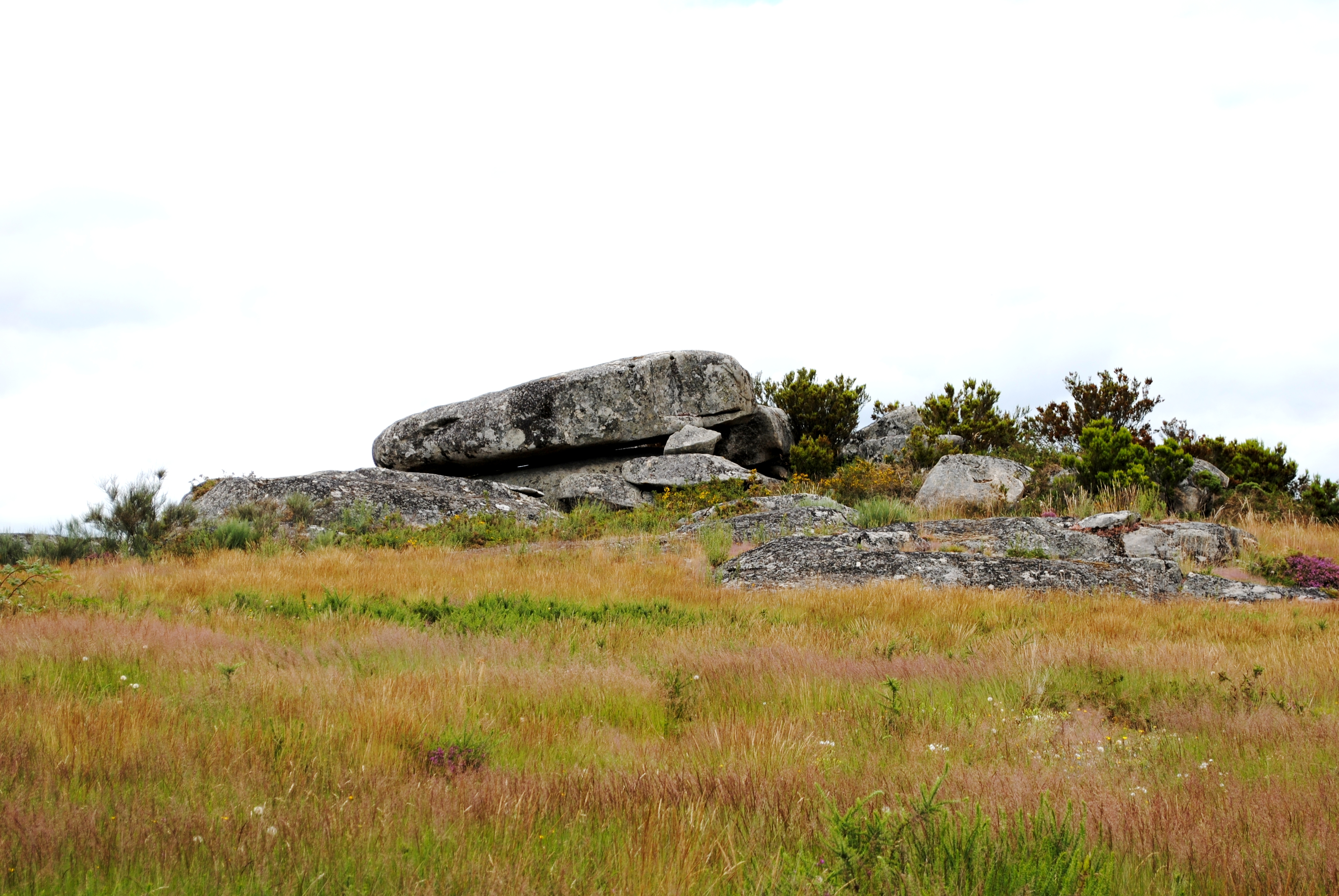
Mámoa das Cabanas
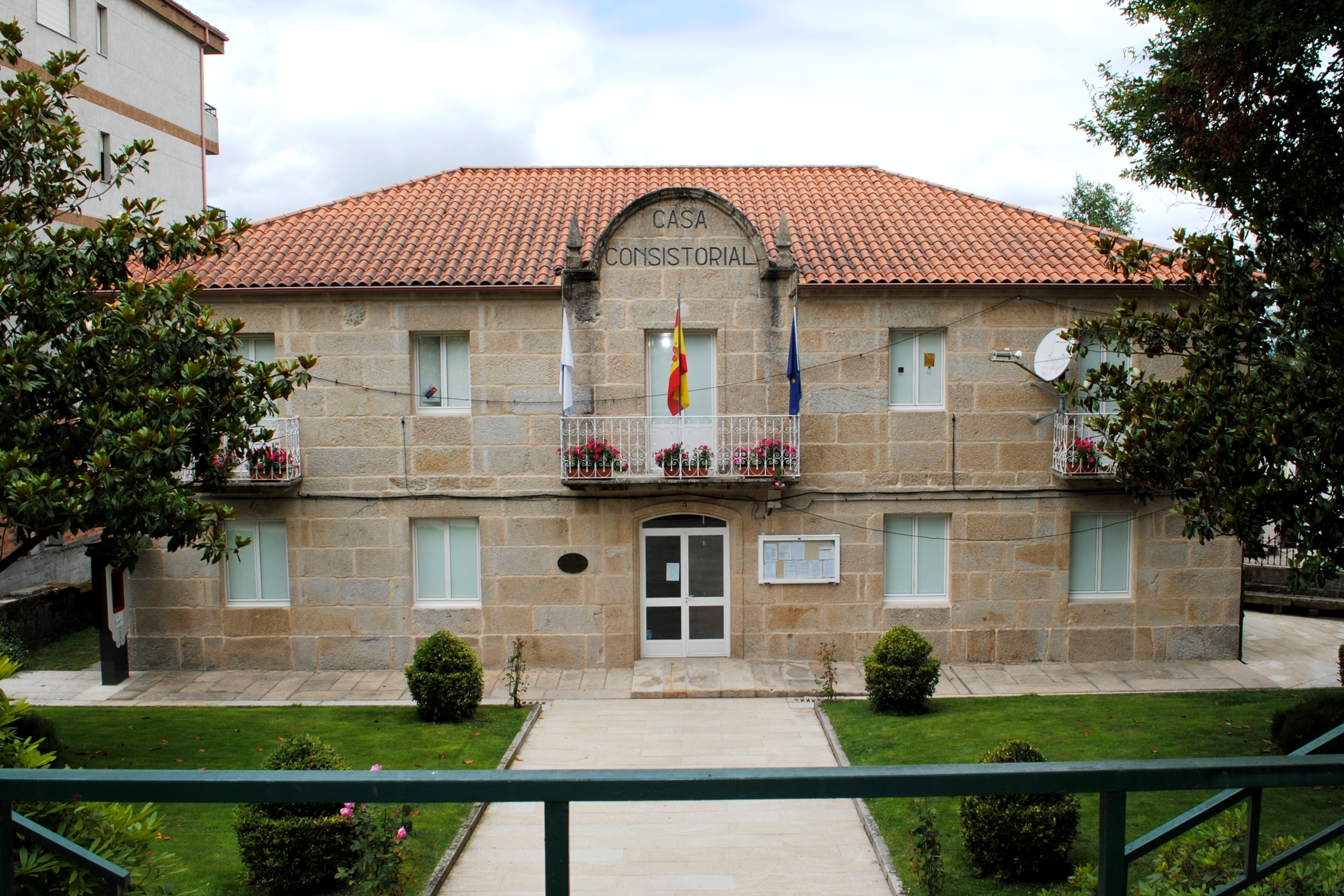
Rathaus